# مورفیس ایستیت (کارولینای جنوبی)
مورفیس ایستیت(به انگلیسی: Murphys Estates) شهری در ایالت کارولینای جنوبی کشور ایالات متحده آمریکا است که جمعیت آن در سرشماری سال ۲۰۱۰ میلادی، ۱٬۴۴۱ نفر بوده‌است.